# 차케상 나가족
차케상(Chakhesangs) 부족은 인도 나가랜드주에 가장 많이 거주하는 나가족이다. 차케상인들은 지금은 분리된 부족이지만 과거 동부 안가미(Angami)족으로도 알려져 있었다. 이부족은 Chokri 와 Khezha로 알려진 두 그룹으로 나누어진다. Chakhesang이라는 이름은 Chokri 족 그리고 Khezha 또 Sangtam 족이 합하여 세 종족의 두문자어로 만들어졌다. 이 부족의 대부분의 마을은 나갈랜드주의 Phek 지역 에 속한다. Chakhesang 가운데 두마을은 Manipur의 Ukhrul 지역에 있다. 종교는 대부분 기독교인들이다.

## 같이 보기
- 나가족
- 안가미 나가족